# Thames & Hudson
Thames & Hudson ist ein unabhängiger, familieneigener britischer Verlag mit Sitz in London. 
Der Verlag wurde 1949 durch Walter Neurath (1903–1967) und Eva Neurath (1908–1999) gegründet. Beide waren in den 1930er Jahren vor den Nationalsozialisten aus Österreich und Deutschland  geflohen. 1967 wurde der Verlag von Walters Sohn Tom Neurath übernommen. Der Verlag hatte später Tochterunternehmen in New York City, Melbourne, Singapur, Hongkong und Paris. Das Unternehmen hat über 200 Mitarbeiter und verlegt jährlich 180 neue Bücher aus den Bereichen Kunst, Architektur und Design. Zum Verlagsprogramm gehört auch die bekannte Reihe „World of Art“. 